# Castell de Capdepera
El Castell de Capdepera és una fortificació al cim d'un turó que corona el poble de Capdepera, a Mallorca. Combina elements d'arquitectura militar, històrica i religiosa. Les obres van ser ordenades al segle xiv per ordre del rei Jaume II com a defensa contra les incursions algerines, es van completar el 1386.

## La Torre d'en Miquel Nunis
Aquesta torre de defensa, situada al punt més alt del puig, oferia una visió estratègica sobre el canal de Menorca. De base quadrada, amb una alçada original d'uns deu metres i feta de tàpia, avui en dia conserva algunes espitlleres que en testifiquen la funció defensiva. El 1231 fou testimoni de la signatura del Tractat de Capdepera, on Jaume I va negociar el reconeixement de la seva sobirania i el tribut de la Menorca musulmana.

## Arquitectura militar i estructures defensives
El castell està envoltat per robustes muralles d'estil gòtic, construïdes amb pedra calcària local i carreus de marès, amb espitlleres que ofereixen dues línies de defensa: una inferior per al foc rasant i una superior accessible des d'un caminador sostingut per mènsules. Aquesta estructura permetia als defensors cobrir àmpliament els flancs en cas d'atac.
A les zones més vulnerables del recinte, orientades a l'est i al sud, s'aixecaren quatre torres de reforç amb els cantons de marès i cobertes amb volta de canó. Aquestes torres, posteriors a la construcció de la muralla, són:
- Torre de sa Boira: La més alta, situada prop de l’entrada coneguda com a Portalet.
- Torre de ses Dames: També flanquejant el Portalet, però situada més lluny del portal.
- Torre d’en Banya: Situada a la part central de la muralla est.
- Torre dels Costerans: Localitzada al centre de la muralla sud, és de planta quadrada i més gran que les altres torres, amb un metre més per costat. Aquesta torre, la més visible, ha estat considerada la principal del conjunt.[6]

## La capella i la religió
Dins el recinte del castell hi ha l'església de Sant Joan, construïda per atendre les necessitats espirituals dels gabellins. De l'estructura original es conserva la una capella i el tram inicial de la volta de la nau principal, decorada amb l'escut de Capdepera a la clau. La nau principal va ser reformada al segle xvi, i al segle xviii s'hi van afegir capelles laterals, com la barroca de Nostra Senyora del Roser de 1703.
El temple preservava dues imatges religioses destacades: Sant Joan i el Sant Crist, aquesta última una talla gòtica primitiva en fusta de taronger, restaurada i reinstal·lada. El culte es va interrompre el 1840 amb la construcció de l'església nova de la vila, però es recuperà el 1871 quan es convertí en el santuari de la Mare de Déu de l'Esperança.

## Evolució i adaptacions posteriors
Durant el segle xix, una de les torres del recinte es transformà en un molí fariner, conegut com el Molí d'En Cofeta, amb una torre rodona i una escala de caragol que encara es conserven.
El castell va ser desafectat el 1856, quan una reial ordre el declarà inútil, i fou subhastat i va ser comprat per Josep Quint Zaforteza i Togores. No obstant això, el 1983 l’Ajuntament de Capdepera el comprà, i així el va retornar al poble.
Declarat bé d’interès cultural el 1993, el castell de Capdepera és avui un dels atractius patrimonials de Mallorca. Les muralles, torres, espitlleres i el caminador permeten als visitants explorar les estructures defensives mentre gaudeixen de vistes sobre el canal de Menorca i el llevant mallorquí.

## Galeria

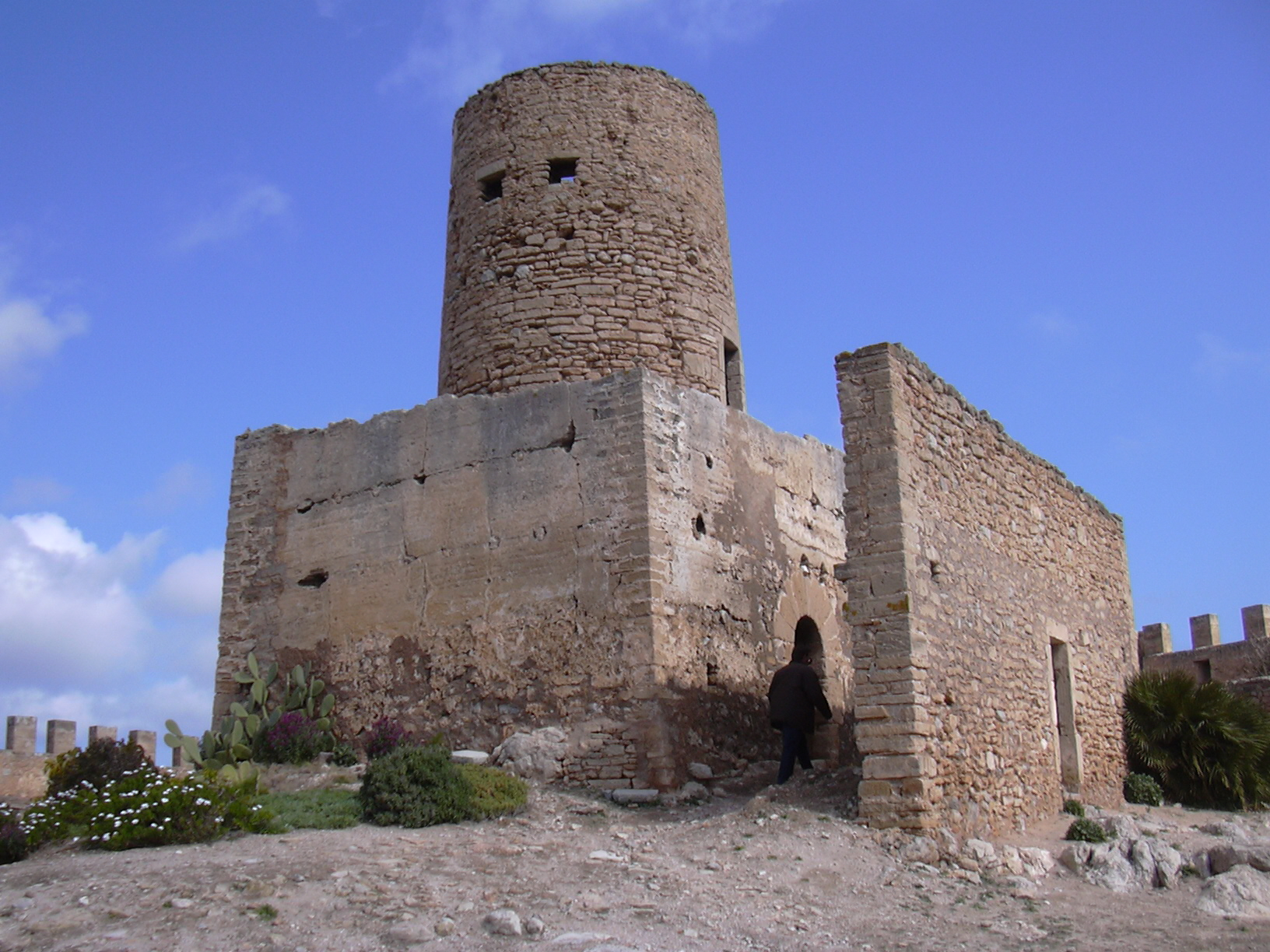
Torre de vigilància d'en Miquel Nunis
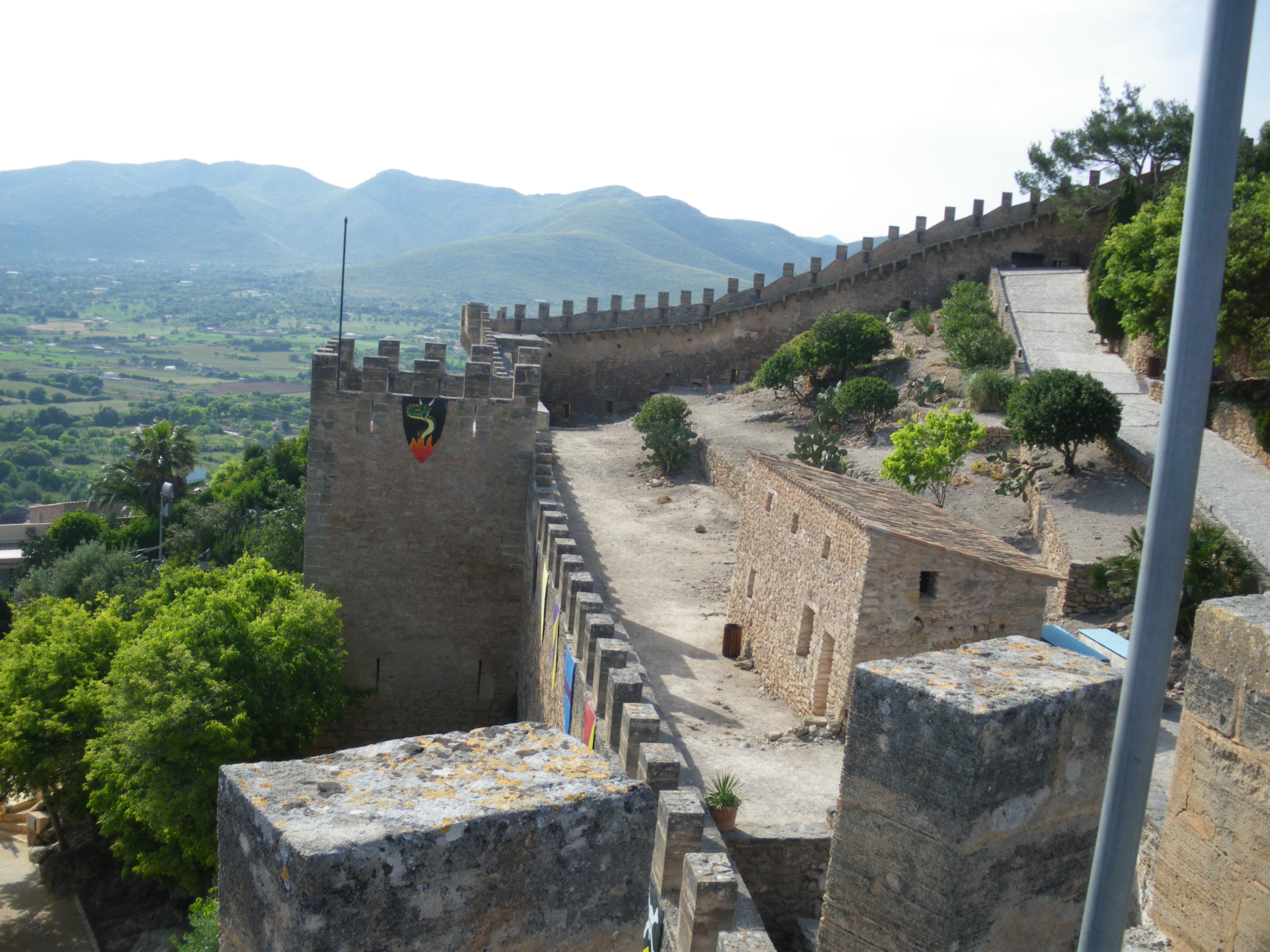
Murades del castell de Capdepera
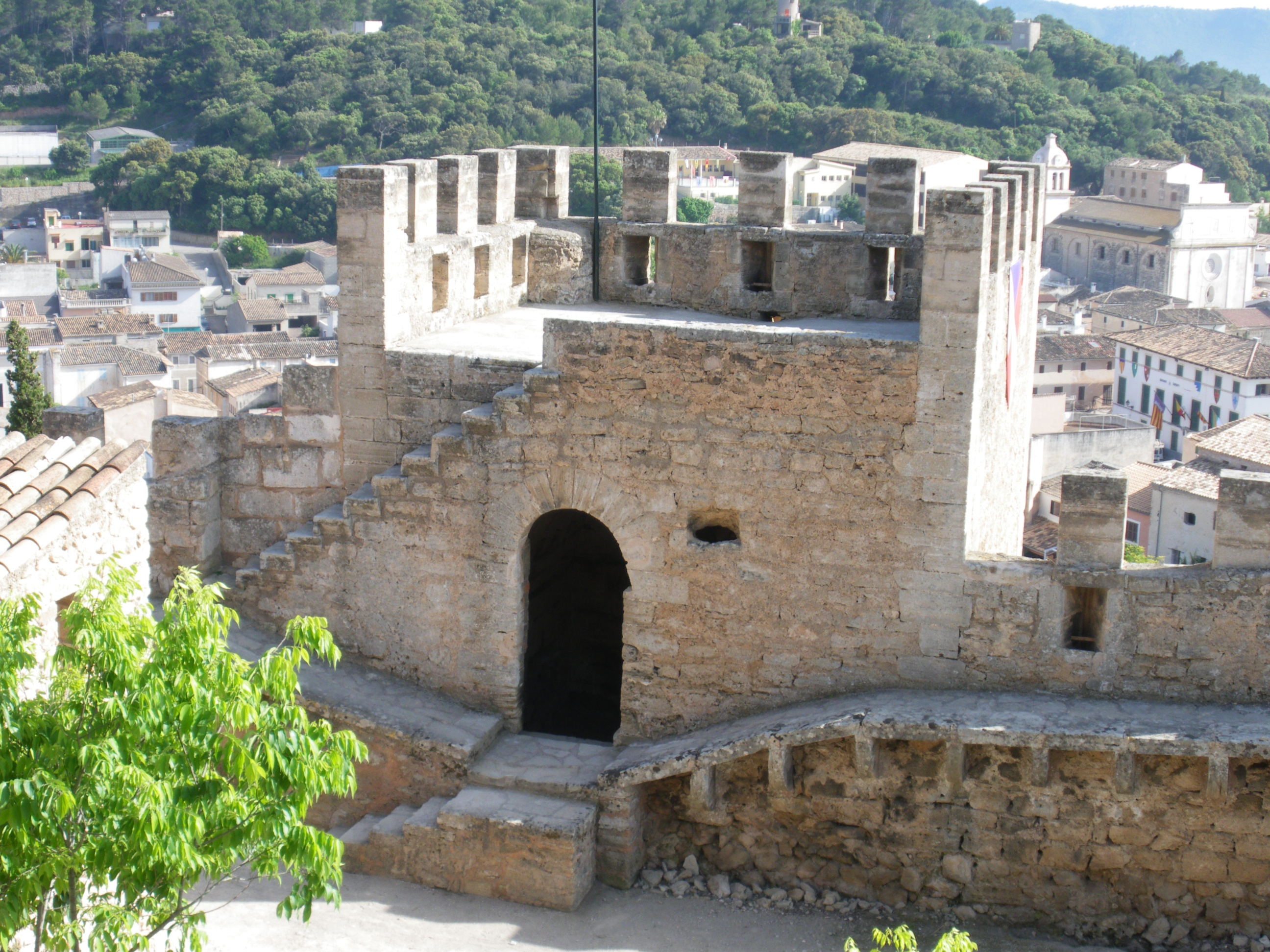
Torre de's Costerans
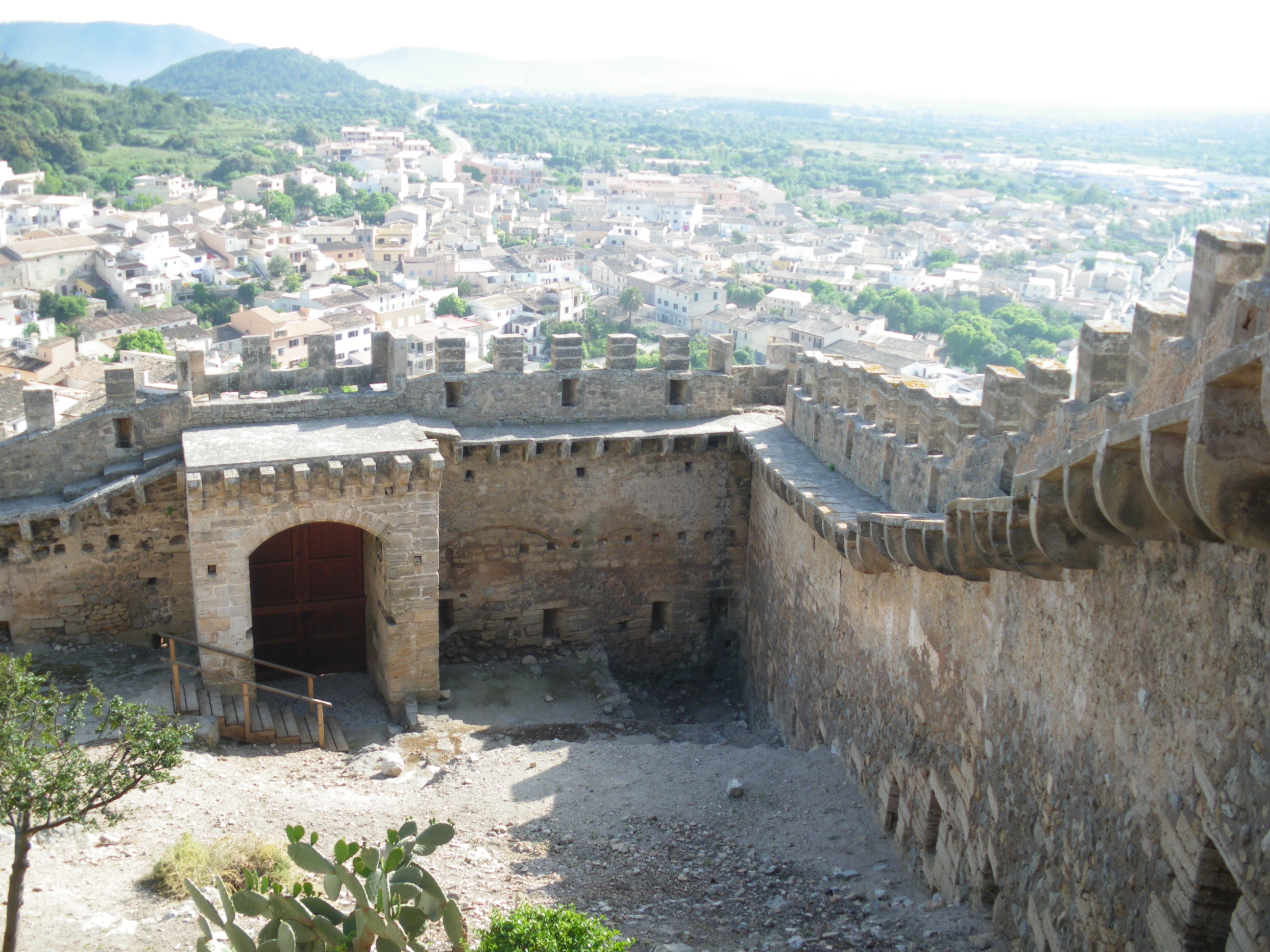
Vista interior de la torre-porta del Rei en Jaume